# Un gallo con muchos huevos
Un gallo con muchos huevos (coneguda com Huevos: Little Rooster's Egg-cellent Adventure als Estats Units), és una pel·lícula mexicana d'animació produïda per Huevocartoon Producciones com el tercer llargmetratge que va realitzar l'estrena i que dara fi a la trilogia feta per Huevocartoon Producciones. Es va estrenar el 20 d'agost de 2015 a Mèxic i altres països llatinoamericans i el 4 de setembre als Estats Units. És la pel·lícula més taquillera de la història del cinema animat mexicà.
Va obtenir una nominació als Premis Platino 2016 en la categoria a Millor Pel·lícula d'Animació.
La pel·lícula és enterament en CGI 3D. Manté una sèrie de bromes de doble sentit no nocives per al gènere infantil. Està escrita i dirigida per Gabriel Riva Palacio (qui ja havia treballat prèviament com a director també en la primera part).
Un gallo con muchos huevos és la tercera pel·lícula de la trilogia composta per Una película de huevos (2006) i Otra película de huevos y un pollo (2009), que compta amb les mateixes veus de la segona part; Bruno Bichir, Angélica Vale i Carlos Espejel entre altres més involucrats.

## Sinopsi
Continuant les seves vides dins de les Granges "El Pollón", Toto (Bruno Bichir) és ara un jove gall de granja, però els seus somnis van més enllà que despertar a tots els animals cada matí. Encara conserva s els seus amics Willy (Carlos Espejel), Bibi (Angélica Vale), Tocino i Confi (Gabriel Riva Palacio) encara que se'ls uneix Di (Maite Perroni), una jove gallina que és una gran amiga de Toto encara que ella està enamorada d'ell. Alhora, Toto és impulsat a exercir la feina de casa de gall de granja pel pare de Di: Don Poncho (José Lavat).
Prèviament l'alba, Don Poncho porta a Toto al graner per a poder despertar a tots a través del seu cant però això surt malament quan Toto comença a cridar en lloc de cantar, causant estralls en tota la granja. En haver despertat a tots amb el seu "cantar", Toto i els altres animals presencien les males notícies per part de la propietària, qui era Donya Pancracia "L'Abuelita", qui col·loca un rètol per a vendre la propietat de les granges a causa dels deutes pendents.
Després de veure les opcions, Don Ponxo suggereix anar al palenque del poble on pot posar la granja en una aposta per a guanyar diners i així pagar el deute de la granja, idea que és recolzada per Toto i els altres. Per a això, Don Ponxo va acompanyat de Toto, Di, Willy, Bibi, Tocino i Confi. Perquè aquesta aposta es dugui a terme, Don Ponxo busca un tracte amb l'Ou Padrí, un ou de voltor que regeix el món de les apostes dins del palenque a través de les baralles de galls. Després de conversar en privat, el Padrí determina que les Granges "El Pollón" han d'apostar-se davant el Fosc, un ranchero mentider enganya els amos de granges. Així mateix, la baralla serà l'esdeveniment estel·lar del palenque. I finalment, qui s'enfrontaria en aquesta lluita no seria Don Ponxo sinó el propi Toto enfront del Bankivoide (Sergio Sendel), el gall campió del palenque i gall pertanyent a l'Oscuro. A causa d'això, Toto entén que el destí de la granja i els seus habitants està en les seves “ales” i té dues setmanes per a entrenar.
A la cerca de solucions, Don Poncho es va dirigir al bosc per a trobar a qui pogués entrenar a Toto. En una mar de preguntes, Don Poncho revela que va ser un gall de baralla al servei del Padrí on va haver d'enfrontar-se a un gall bastant rar i a causa que era superat en habilitats, va fugir de la baralla. Per si no fos prou, el gall amb qui va barallar en realitat era un ànec pel que, va haver de retirar-se de les baralles i allunyar-se del palenque. Això fa que Don Ponxo busqui a aquest ànec perquè entreni a Toto.
En el seu recorregut, troben un llac replet d'ànecs que desenvolupaven "batalles". Arran d'això, Don Poncho proposa que Toto s'enfronti a ells en una baralla encara que ignoren que les baralles que els ànecs practicaven eren batalles de rap. En ser objecte d'esbroncs, els ànecs presenten al seu peleador per a lluitar amb Toto i arriba a derrotar-lo fàcilment. Quan aconsegueixen reanimar al gall colpejat, reben la visita de Patín Patán, un ou d'ànec que havia presenciat la pallissa i que recrimina l'acció de Toto en enfrontar-se a un ànec en una baralla. En aclarir els mals entesos, resulta que Patín Patán és fill de l'ànec que havia derrotat a Don Poncho. Quedant en un tracte amb beneficis, Patín Patán entrena a Toto en el termini de dues setmanes sota el risc que aquest és algú emocionalment inestable.
Arribat el termini, Toto se sent ben preparat i alhora nerviós però rep el consell de Don Poncho sobre que per a guanyar, ha de trobar el seu "cop" el qual està en el seu cant. Mentre dormia, té un malson fort sobre la seva sort en el palenque pel que decideix no participar en la baralla, fugint de la granja. Això fa que l'Àvia porti a Don Poncho com el seu gall de baralla, tot i que aquest no havia entrenat.
Amb tot això, Willy i els altres el troben al canyó on van entrenar i noten que Toto se sent insegur de si mateix però descobreixen que una parvada de voltors estava dirigint-se a les granges per segrestar les gallines, sobretot a la mare de Toto. En notar això, ell i els seus amics rescataran a les gallines amb la col·laboració dels ànecs, convertint-se Toto en un gall volador. Havent complert amb el seu deure, Toto decideix anar al palenque per a enfrontar-se al Bankivoide.
Durant l'esdeveniment del palenque, Toto arriba per a reemplaçar a Don Poncho pel que s'anuncia la lluita estel·lar entre Toto i el Bankivoide. La lluita comença amb una superioritat evident del Bankivoide però a poc a poc, Toto aconsegueix connectar cops més precisos sobre el seu rival. La rivalitat aconsegueix ser tan aferrissada que Toto és aclamat pel públic i el Bankivoide es comença a desesperar pel que adopta un estil de baralla més rude i intens. En rebre comentaris negatius per part del seu contrincant, Toto s'arma de valor i aconsegueix donar diversos cops contra el Bankivoide perquè finalment connecti el cop final amb el seu cant. Això fa que el Bankivoide sigui derrotat per K.O i Toto sigui declarat guanyador. Amb la seva victòria declarada, l'Oscuro es nega a perdre però l'Àvia el colpeja per aprofitat. Posteriorment, l'Oscuro és arrestat per expropiar terrenys de forma il·legal.
Al moment de reunir-se, el Padrí li fa saber a Don Poncho que van guanyar moltíssims diners amb l'aposta. En veure la quantitat de diners, Toto descobreix que el Padrí va apostar per ell, obtenint bones sumes de diners i, assegurar la carrera del Bankivoide amb la seva derrota. El dolent va radicar en el fet que la invasió dels voltors va ser orquestrada per Chiquis (Ninel Conde) la núvia del Bankivoide, qui volia assegurar-se la victòria del seu nuvi a base d'extorsions i així conservar la seva vida de luxes. Això fa que aquest i el Padrí es molestin i fan que la facin fora del palenque. D'aquesta manera, Don Poncho i el Padrí llimen asprors i tornen a ser amics.
Al final, tots celebren el pagament de deutes de la granja amb una festa entre les gallines, els galls de baralles, els voltors i els ànecs. Alhora, Toto i Di celebren la seva felicitat amb un petó i un cant.

## Repartiment
- Bruno Bichir: Toto
- Carlos Espejel: Willy
- Angélica Vale: Bibi
- Omar Chaparro: Patín Patán
- Maite Perroni: Di
- Sergio Sendel: Bankivoide
- Rubén Moya: Matías Jiménez "El Oscuro"
- Ninel Conde: Chiquis
- Facundo: Soup Duck
- Gabriel Riva Palacio: Confi
- Humberto Vélez: Huevo Padrino
- José Lavat: Don Poncho
- Maria Alicia Delgado: Pancracia Robalcábala Buena "La Abuelita".
- Humberto Vélez Jr.: Chucho
- Fernando Meza: Tlacua
- Rodolfo Riva Palacio: Cuache
- Juan Frese: Pavo Borracho
- Claudio Herrera: Cartero
- Kintaro Mori: Pato Cool J
- Carlos Siller (no acreditat): Perro Fidencio

## Producció i estrena
La pel·lícula es va estrenar als cinemes dels Estats Units el 4 de setembre de 2015 per Pantelion Films a 395 sales de tot el país. La setmana següent es va expandir a 616 cinemes, cosa que va convertir-se en la primera vegada que una pel·lícula d'animació mexicana va rebre una àmplia estrena als Estats Units. "Estem molt contents de la qualitat que hem aconseguit", va dir Gabriel Riva en una entrevista. També va afirmar que poder estrenar la pel·lícula als Estats Units "és un somni fet realitat."

## Taquilla
A Mèxic, la pel·lícula va passar tres setmanes al primer lloc. En la seva primera setmana va guanyar uns 56.904.145 pesos (3.380.642 dòlars EUA) de 2.462 pantalles. Va caure un -40% en la seva segona setmana per acabar el cap de setmana amb 1.712.867 dòlars i un 30% per acabar el cap de setmana amb 1.198.137 dòlars. El seu total acumulat després de tres setmanes és de 7.613.968 dòlars.
Als Estats Units, la pel·lícula es va obrir al número 9 guanyant al voltant de 3,4 milions de dòlars. En el seu segon cap de setmana, va augmentar fins a les 616 pantalles, amb un descens del 41% fins als 2.024.134 dòlars. El seu total acumulat després de dues setmanes va ser de 6.791.486 dòlars.
Al 18 d'abril de 2016, la pel·lícula va recaptar 9.080.818 dòlars als cinemes nord-americans i 16.161.585 dòlars dels mercats internacionals, cosa que li va suposar un total mundial de 25.242.403 dòlars.

## Crítiques
La pel·lícula va rebre una crítica majoritàriament mixta de la crítica, on la van lloar per ser una millora respecte als seus processadors i el seu valor global d’entreteniment, mentre que alguns estan dividits pel seu humor per a adults, que van anomenar “ranci”, d’aquí la seva classificació PG-13, i expressant incertesa sobre si està orientat a les famílies. A Rotten Tomatoes, la pel·lícula té una qualificació d'aprovació del 65% basada en 17 ressenyes, amb una qualificació mitjana de 5,8/10. Segons CinemaScore, el públic va donar a la pel·lícula una rara nota de "A +" en una escala d'A + a F.